# Vodena salata
Vodena salata (lat. Pistia), monotipski rod kozlačevki smješten u vlastiti tribus Pistieae, dio je potporodice Aroideae. Jedina vrsta je P. stratiotes, vodena raslinja u tropskim i suptropskim predjelima Azije, Afrike, obje Amerike i Australije. U Europu i neke druge zemlje je uvezena, 

## Opis
Slobodno plutajuća vodena biljka, bez stabljike i s visećim vlaknastim korijenjem. Lišće subsesilno, gusto dlakavo; lamina s paralelnim primarnim venama. Cvat skriven među listovima. Spadiks jako reduciran, prirastao spati. Cvjetovi jednospolni; segmenti perijanta 0. Muški cvjetovi 2-8, spojeni u jedan pršljen. Ženski cvjetovi pojedinačni; bazalni dio koji se sastoji od jednog 1-lokularnog jajnika; jajne stanice brojne; stil zakrivljen. Plod je bobica s nekoliko sjemenki, koja se odvaja nepravilnim rascjepima. Sjeme subcilindrično, nabrano. 

## Sinonimi
- Apiospermum Klotzsch
- Kodda-pail Adans.
- Limnonesis Klotzsch
- Zala Lour.

## Galerija
- P. stratiotes
- P. stratiotes
- P. stratiotes
- P. stratiotes

## Vanjske poveznice
|  | Zajednički poslužitelj ima još gradiva o temi Pistia |
|  | Wikivrste imaju podatke o taksonu Pistia             |